# Мета, Мели
Мели Мета (англ. Mehli Mehta; 25 сентября 1908, Бомбей — 19 октября 2002, Санта-Моника, Калифорния) — индийско-американский скрипач, дирижёр и музыкальный педагог. Отец знаменитого дирижёра Зубина Меты и Зарина Меты, известного музыкального менеджера (исполнительного директора Нью-Йоркского филармонического оркестра).

## Биография
Родился в аристократической индийской семье. С детства по собственному желанию учился играть на скрипке. По окончании Бомбейского университета уехал учиться музыке в лондонский Тринити-колледж. В 1935 г. вернулся в Индию и основал Бомбейский симфонический оркестр, став его концертмейстером, а затем и дирижёром; одновременно в 1940 г. Мета основал Бомбейский струнный квартет. Однако пропаганда западной музыки в Индии сталкивалась со значительными трудностями: по воспоминаниям Меты, за десять лет его работы в Индии ни один индус не пришёл на его концерты — только жившие в Индии англичане и американцы. Разочаровавшись, в 1945 г. Мета отправляется в Нью-Йорк совершенствовать своё мастерство под руководством Ивана Галамяна, а затем, после кратковременного возвращения в Бомбей, — в Англию, где в 1955—1959 гг. работал в манчестерском Оркестре Халле под руководством Джона Барбиролли.
В 1959 г. Мета поступил второй скрипкой в Кёртисовский квартет, с которым выступал до 1964 г. В 1964 г. начался последний, калифорнийский период деятельности Меты. В 1964—1976 гг. Мели Мета возглавлял отделение оркестра в Калифорнийском университете в Лос-Анджелесе. В том же 1964 г. он основал Американский молодёжный симфонический оркестр, составленный из студентов музыкальных факультетов различных учебных заведений Лос-Анджелеса, и руководил им до 1998 г., создав полноценный музыкальный коллектив (до 110 музыкантов). В 1970-80-е гг. Мета много выступал как приглашённый дирижёр с различными оркестрами США, Израиля, Японии и других стран.
В память о Мели Мете его сын Зубин Мета основал музыкальную школу в Бомбее и мемориальный фонд для пропаганды академической музыки в Индии. Под патронатом фонда в Индии выступали многие выдающиеся музыканты, в том числе Мстислав Ростропович.